# يوجين (مصارع محترف)
يوجين (بالإنجليزية: Nick Dinsmore)‏ هو مصارع محترف أمريكي، ولد في 17 ديسمبر 1975 في جيفرسونفيلي في الولايات المتحدة.

## وصلات خارجية
- يوجين على موقع WrestlingData.com (الإنجليزية)
- يوجين على موقع CageMatch worker (الإنجليزية)
- يوجين على موقع قاعدة بيانات المصارعة على الإنترنت (الإنجليزية)
- يوجين على موقع عالم المصارعة على الإنترنت (الإنجليزية)
- يوجين على موقع IMDb (الإنجليزية)
- يوجين على موقع قاعدة بيانات الفيلم (الإنجليزية)